# С-18
С-18— советская дизель-электрическая торпедная подводная лодка серии IX-бис-2, тип С — «Средняя» времён Второй мировой войны. Вошла в строй после окончания войны, входила в состав Балтийского флота, списана в 1957 году.

## История строительства
С-18 заложена 10 августа 1939 года на заводе № 112 «Красное Сормово» в городе Горький под заводским номером 274. Спущена на воду 25 апреля 1940 года.
Начало Великой Отечественной войны С-18 встретила на заводе № 112 в достройке. Летом 1942 года лодку по Волге перевели на завод № 638 в Астрахань для достройки по проекту IX-бис-2 и прохождения сдаточных испытаний. 30 июня 1945 года подписан приёмный акт. 10 июля С-18 вошла в состав Каспийской флотилии, и в тот же день отправилась из Баку по Каспийскому морю, Волге и далее по Мариинской водной системе на Балтийский флот. 31 августа прибыла в Ленинград, вошла в состав Краснознамённой бригады подводных лодок Балтийского флота. В сентябре перешла в Кронштадт.

## История службы
В феврале 1946 года вошла в состав 2-й Бригады Северо-Балтийского (8-го) флота, базировалась на Усть-Двинск.
В марте 1951 года передана в состав 17-й дивизии Северо-Балтийского флота.
До 17 февраля 1956 года С-18 продолжала службу на Балтике, после чего была выведена из состава боевых кораблей. Переформирована в учебно-тренировочную станцию, переименована в УТС-12, находилась в Кронштадте.
4 октября 1957 года исключена из списка плавсредств флота, передана ленинградскому ДОСААФ как учебное пособие.
В 1960-х годах лодку окончательно списали и утилизировали в Ленинграде.

## Командиры
- январь—июль 1943 года: А. А. Косенко;
- 1943—1945: П. Н. Драченов;
- 1945—1947: В. П. Александров;
- 1947—1948: В. Л. Гладков.